# 9863 Reichardt
9863 Reichardt (1991 RJ7) là một tiểu hành tinh vành đai chính được phát hiện ngày 13 tháng 9 năm 1991 bởi F. Borngen ở Tautenburg.